# Volley Amriswil
Volley Amriswil ist ein Schweizer Volleyballverein aus Amriswil.
Volley Amriswil ist ein Verein, der Spitzensport, Jugendförderung und Breitensport bietet. Er hat rund 240 Mitglieder, die in ca. 18 Teams rund 200 Meisterschaftsspiele pro Saison bestreiten.
Der Verein verfügt mit der ersten Männermannschaft über ein nationales Topteam, das auf europäischer Ebene im CEV Cup und im Challenge Cup spielt und mehrfach Schweizer Meister wurde. Er tritt unter dem Namen LINDAREN Volley Amriswil auf.